# Gramática léxico-funcional
La Gramática léxico-funcional (Lexical functional grammar, o LFG) es un marco teórico dentro de la corriente lingüística conocida como gramática generativa.
El modelo fue propuesto por Joan Bresnan y Ronald Kaplan durante la década de los 70 como alternativa al modelo propuesto por Noam Chomsky y la gramática transformacional. LFG centra su investigación en la sintaxis del lenguaje natural, y en menor medida en su morfología y semántica (los desarrollos de esta teoría en fonología han sido mínimos. Sin embargo, han sido adoptadas ciertas ideas de la Teoría de la Optimidad).

## Particularidades de la teoría
La concepción que LFG tiene sobre las lenguas difiere de los acercamientos chomskyanos, que involucraban niveles de constituyentes relacionados entre sí por transformaciones. En LFG se plantean diferentes niveles (uno funcional, uno argumental y uno estructural) que se interrelacionan y se condicionan mutuamente. Por esto, la propuesta de LFG ha tenido particular éxito en lenguas no configuracionales (lenguas en las que es laxa la relación entre estructura y funciones sintácticas, a diferencia del español o el inglés). De esta forma, LFG aparece como un modelo plausible para ser utilizado en gran número de lenguas.

Otra característica de LFG es su carácter lexicalista: operaciones como la pasivización son explicadas a través de la proyección desde el lexicón de un verbo en pasiva. Tanto la forma activa como la pasiva están listadas en el lexicón, e involucran diferentes configuraciones de sus niveles de representación.

Dada la existencia de niveles diferenciados para la forma y la función sintáctica, LFG permite explicaciones elegantes para lo que las corrientes transformacionistas denominan "desplazamiento de constituyentes". La formación de una interrogación, por ejemplo, en el modelo de rección y ligamiento se basa en el movimiento del objeto directo a la periferia izquierda de la oración. LFG lo explica asignando a este elemento las funciones sintáctica de objeto directo y el papel argumental de foco.

Sin embargo, la mayor difusión de esta teoría se ha dado dentro de la lingüística computacional, ya que es un formalismo eficiente y posee la rigidez necesaria para ser llevado a la programación.

## El modelo
El modelo de LFG se basa en múltiples estructuras (o niveles de representación), cada una con sus propias reglas, conceptos y formas. A la vez, estas estructuras se hallan interrelacionadas, siendo la construcción de una oración gramatical producto de las condiciones combinadas de todos los niveles de representación.
Los niveles de representación son:
- Estructura-A: Responsable de la estructura argumental (en forma similar a la teoría-θ de rección y ligamiento).
- Estructura-F: Responsable de las funciones sintácticas de cada uno de los constituyentes.
- Estructura-C: Responsable de la construcción de los constituyentes de la oración (a través de reglas independientes de contexto enriquecidas con rasgos. Se adopta una versión de la teoría de la X' ).

Algunas vertientes de la teoría reconocen:
- Estructura-M: responsable de la morfología de las palabras (por lo general, LFG se rige según la hipótesis de la integridad léxica).
- Estructura-P: Responsable de la representación fonética (como se dijo, el desarrollo en fonología de esta teoría es escaso y reciente).

## La derivación de estructuras sintácticas
La derivación de una oración como "el niño pateó la pelota" implica la proyección de diferente información en cada uno de los niveles de representación. Así, la configuración de cada uno sería:
- Estructura-A: Patear <Agente, Tema>
- Estructura-F: Sujeto (el niño), Predicado (Patear <Sujeto, ObjDir), ObjDir (la pelota)
- Estructura-C: O => N´ AUX V´

Se supone que la información utilizada por las estructuras está determinada por las propiedades de cada forma léxica (principalmente del verbo). Como puede verse, cada estructura determina diferentes propiedades de cada constituyente (por ejemplo, el elemento N´ recibe papel temático agente y función de sujeto gramatical).